# 福江ダム
福江ダム（ふくえダム）は、長崎県五島市吉田町、福江川水系福江川に建設されたダム。高さ21.6メートルの重力式コンクリートダムで、洪水調節・不特定利水を目的とする、長崎県営の治水ダムである。

## 概要
福江川は過去より幾度も河積の小ささを原因とする氾濫被害に見舞われており、1963年（昭和38年）8月洪水を期に河川改修に着手したが、着手より4年後となる昭和42年7月に死者を含む過去最大の洪水被害を被ったことから、1971年（昭和46年）に福江ダム建設に着手することとなった。総事業費は12億7千万円。
しかし、長崎県による2015年（平成27年）2月の福江川水系河川整備基本方針によれば1975年（昭和51年）のダム完成、および1990年（平成2年）の河川改修完成後においても上流域・支流における治水事業は完了しておらず、今後も治水対策の継続が必要であるとしている。

## 沿革
- 1963年（昭和38年）8月 - 豪雨により福江川が氾濫、大水害となる[4]。
- 1964年（昭和39年） - 福江川の河川改修事業が開始される[4]。
- 1967年（昭和42年）7月 - 再び福江川が氾濫[4]。死者11名、家屋全半壊52世帯、被災世帯1,668世帯となる過去最大の被害となる[2]。
- 1967年（昭和42年）から1969年（昭和44年）まで - 福江川上流域への治水ダム建設に向けた調査を開始[4]。
- 1971年（昭和46年） - 福江ダム建設工事が着手される[4]。
- 1975年（昭和50年） - 福江ダム完成[4]。
- 1979年（昭和54年）から1983年（昭和58年）まで - 福江ダム周辺環境整備事業として、公園の建設などを実施[4]。
- 1989年（平成元年）から1992年（平成4年）まで - 福江ダム堰堤改良事業として、老朽化した観測機器の交換・改修を行った[4]。
- 1990年（平成2年） - 福江川河川改修完成。

## 利用

### 農業用水
堰、ポンプなどにより取水され、上流域の内闇ダム（うちやみダム）共々、農業用水の安定供給源として利用されている。

### 福江ダム湖
ダム上流域には植林も含むシイ、カシ、スギ、ヒノキ山林が広がっており、野鳥はカシラダカ、キジなどが数多く生息している。また、沿川河道内には絶滅危惧種II類のメダカ南日本集団、絶滅危惧種I類のニホンイシガメなどが生息している。
ダム湖周辺の利用は釣り、散歩、公園利用などが見られる。

### 公園
ダム入口に公園が整備されており、桜並木が植樹されている。